# Logrești
Logrești is een Roemeense gemeente in het district Gorj.
Logrești telt 2960 inwoners.